# Huacalera
Huacalera è una località del dipartimento di Tilcara, nella provincia argentina Jujuy. 

## Geografia
Huacalera è situata sulla sponda destra del Río Grande, nella parte settentrionale della Quebrada de Humahuaca, a 16 km a nord dal capoluogo del dipartimento Tilcara e a 100 km a nord dalla capitale provinciale San Salvador de Jujuy. A sud della cittadina passa il tropico del Capricorno, segnalato all'entrata del borgo da un monolito.

## Società
In base al censimento del 2001, nel territorio comunale dimorano 2.023 abitanti, con un aumento del 21,5% rispetto al censimento precedente (1991). Di questi abitanti, il 52,34% sono donne e il 47,65% uomini. Nel 2001 la sola cittadina di Huacalera, sede municipale, contava 767 abitanti.

## Infrastrutture e trasporti
Huacalera è attraversata dalla strada nazionale 9 che la unisce con San Salvador de Jujuy e la frontiera boliviana.